# 小行星5916
小行星5916（英語：5916 van der Woude）是一颗围绕太阳公转的小行星。1991年5月8日，埃莉諾·赫琳在帕洛马山发现了此天体。
这颗小行星的绝对星等为26.90725495839245等。